# Poveda (kommun i Spanien)
Poveda är en kommun i Spanien.   Den ligger i provinsen Provincia de Ávila och regionen Kastilien och Leon, i den centrala delen av landet, 120 km väster om huvudstaden Madrid. Arean är 6,0 kvadratkilometer.
Terrängen i Poveda är platt åt sydost, men åt nordväst är den kuperad.